# Corral da Iglesia (Guísamo)
Corral da Iglesia (en gallego y oficialmente, O Corral da Igrexa) es una aldea española situada en la parroquia de Guísamo, del municipio de Bergondo, en la provincia de La Coruña, Galicia.

## Demografía
| Gráfica de evolución demográfica de O Corral de Igrexa entre 2000 y 2018 |
|                                                                          |
| Datos según el nomenclátor publicado por el INE.                         |